# Vacina anti-hepatite A
A vacina anti-hepatite A é uma vacina que previne a hepatite A. É eficaz em cerca de 95% dos casos, dura pelo menos quinze anos e, possivelmente, a vida inteira da pessoa. Recomenda-se a administração da vacina após o início do primeiro ano de idade. É administrada por injecção intramuscular.
A Organização Mundial de Saúde (OMS) recomenda a vacinação universal em áreas onde a doença é relativamente comum. Onde a doença é muito frequente, desaconselha-se a vacinação generalizada da população uma vez que todas as pessoas acabam por desenvolver imunidade por meio da infecção aquando crianças. O Centro de Controle e Prevenção de Doenças (CDC) recomenda a vacinação dos adultos de alto risco e de todas as crianças.
No Brasil, a vacina com vírus inativo é administrada em dose única a crianças de 15 meses. Em Portugal pode ser administrada combinada com a Vacina contra hepatite B em duas doses.
Os efeitos secundários são muito raros. Pode manifestar-se no local da injecção em cerca de 15% das crianças e metade nos adultos. A grande maioria das vacinas da hepatite A são à base de vírus inactivos, enquanto poucas são as que contêm conter vírus atenuado. As únicas com vírus enfraquecido são desaconselhadas durante em gravidas ou em pacientes com sistema imunológico muito fraco. Algumas formulações combinam a hepatite A ou com a vacina anti-hepatite B como com a vacina anti-febre tifóide.
A primeira vacina anti-hepatite A foi aprovada na Europa em 1991, e nos Estados Unidos em 1995. Consta na Lista de Medicamentos Essenciais da Organização Mundial de Saúde, considerados os mais eficazes e seguros para responder às necessidades de um sistema de saúde. Nos Estados Unidos é vendida entre US$50-100.